# Clubiona hitchinsi
Clubiona hitchinsi är en spindelart som beskrevs av Michael Ilmari Saaristo 2002. Clubiona hitchinsi ingår i släktet Clubiona och familjen säckspindlar.
Artens utbredningsområde är Seychellerna. Inga underarter finns listade i Catalogue of Life.